# Kosmonova
Kosmonova is een pseudoniem van de Duitse club/dance/trance-dj Michael Nehrig (Krefeld, 1970). Hij is het meest bekend van singles als Celebrate en Danse Avec Moi!. Ook is de sample uit de hit Car Keys (Ayla) (2023) van Alok ft. Ava Max van hem afkomstig. Ook heeft Kosmonova enkele remixen gemaakt voor onder andere 2 Unlimited, Aquagen, Fiocco. Ook was hij betrokken bij de act Royal Gigolos die de hit California Dreamin' (2004) maakte.

## Biografie
Michael Nehrig begon in 1996 onder het pseudoniem Kosmonova met het nummer Raumpatrouille, dat een redelijke hit werd. Zijn internationale doorbraak kwam echter in 1997, met zijn club-trance-hit Ayla, wereldwijd goed voor veel top 10-hitnoteringen in de dancehitlijsten. In 1998 kwam Nehrig de Belg Jan Vervloet tegen (o.a. bekend van Fiocco) en brachten zij samen onder "Kosmonova vs. Fiocco" de single Celebrate uit. Het werd een grote hit in onder andere Nederland (23ste plaats in de Nederlandse Top 40), België en Duitsland.
In datzelfde jaar (1998) bracht Kosmonova zijn eerste album uit, getiteld Supernova. Hierop stond ook het nummer Singing' In My Mind, dat werd opgenomen met Culture Beat-zangeres Tania Evans. Ook volgde er in 1999 nog een remake/remix van Perplexers hit Acid Folk. Verder was het in dat jaar erg stil rondom Kosmonova behalve dat er nog een gelijknamig album uitkwam, getiteld Acid Folk 2000. De singles Danse Avec Moi! en Discover The World, die in 2000 de vorige hits opvolgden, werden ook grote clubhits. Ze haalden echter nooit de Nederlandse hitlijsten, maar wel de Nederlandse cd-winkels.
De laatste twee singles die er van Kosmonova uitgebracht zijn (Raumpatrouille 2003, My Boy Lollipop), zijn voor zover bekend alleen nog maar uitgebracht op vinyl. Vanaf 2004 wordt Kosmonova een slapend project en richt hij zich op andere projecten. In 2004 dook Nehrig op bij een nieuw danceproject. Samen met Torsten Kaiser en Lauren Dyson richt hij Royal Gigolos op. Hiermee maken ze een hit met een remake van de oude hit California Dreamin' van The Mamas and the Papas. Deze staat vier weken in de Nederlandse top 40 en werd Dancesmash op Radio 538. Daarna verschenen er tot 2008 nog enkele remakes van oude hits. Ook verschijnen er twee albums van de act. In 2008 verlaat Nehrig de groep waarna deze stil komt te liggen. Daarna werkt hij een tijd lang onder de naam Royal DJ's.
Pas in 2020 wordt Kosmonova nieuw leven ingeblazen. Hij brengt dan de single Going Down uit, waarvan Ferry Corsten de radioversie maakt. Daarna verschijnt er nog een reeks nieuwe singles. Hij werkt daarbij nog tweemaal samen met Beam (dj). Ook maakt hij het album Next Chapter.
In 2023 gebruiken Alok en Ava Max een sample uit zijn versie van Ayla. Hun plaat Car Keys (Ayla) wordt een hit.

## Discografie

### Singles
| Single met eventuele hitnotering(en) in de Nederlandse Top 40 | Datum van verschijnen | Datum van binnenkomst | Hoogste positie | Aantal weken | Opmerkingen                               |
| ------------------------------------------------------------- | --------------------- | --------------------- | --------------- | ------------ | ----------------------------------------- |
| Raumpatrouille                                                | 1996                  | -                     | -               | -            |                                           |
| Raumpatrouille (Remixes)                                      | 1996                  | -                     | -               | -            |                                           |
| Ayla                                                          | 1997                  | -                     | -               | -            |                                           |
| Ayla (Remixes)                                                | 1997                  | -                     | -               | -            |                                           |
| Take Me Away                                                  | 1997                  | -                     | -               | -            |                                           |
| Celebrate                                                     | 1998                  | 26-09-1998            | 23              | 5            | vs. Fiocco / Dancesmash op Radio 538      |
| Singing' In My Mind                                           | 1998                  | -                     | -               | -            | feat. Tania Evans                         |
| Acid Folk 2000                                                | 1999                  | -                     | -               | -            |                                           |
| Danse Avec Moi!                                               | 2000                  | -                     | -               | -            |                                           |
| Danse Avec Moi! (RMX)                                         | 2000                  | -                     | -               | -            |                                           |
| Discover The World                                            | 2000                  | -                     | -               | -            |                                           |
| The Daydream                                                  | 2001                  | -                     | -               | -            |                                           |
| Sometimes                                                     | 2002                  | -                     | -               | -            |                                           |
| Raumpatrouille 2003                                           | 2003                  | -                     | -               | -            | alleen op vinyl (?)                       |
| My Boy Lollipop                                               | 2004                  | -                     | -               | -            | alleen op vinyl (?)                       |
| Going Down                                                    | 2020                  | -                     | -               | -            |                                           |
| Missing You                                                   | 2001                  | -                     | -               | -            |                                           |
| Billy No5                                                     | 2001                  | -                     | -               | -            |                                           |
| Waiting for you                                               | 2021                  | -                     | -               | -            | met Beam (dj)                             |
| Liberty City                                                  | 2021                  | -                     | -               | -            |                                           |
| Lucky Child                                                   | 2021                  | -                     | -               | -            |                                           |
| Help me                                                       | 2022                  | -                     | -               | -            | met Beam (dj)                             |
| One Kiss                                                      | 2002                  | -                     | -               | -            |                                           |
| It's Still A Dream                                            | 2022                  | -                     | -               | -            | met Tecay, Oliver Barabas ft. Shaun Baker |

### Albums
| Album met eventuele hitnotering(en) in de Nederlandse Album Top 100 | Datum van verschijnen | Datum van binnenkomst | Hoogste positie | Aantal weken | Opmerkingen |
| ------------------------------------------------------------------- | --------------------- | --------------------- | --------------- | ------------ | ----------- |
| Supernova                                                           | 1998                  | -                     | -               | -            |             |
| Next Chapter                                                        | 2022                  | -                     | -               | -            |             |